# 染黑齒
染黑齒，又稱漆齒、墨齒、涅齒，是中國大陸部分地區、日本、越南、台灣原住民、東南亞、印度一些太平洋島嶼如帛琉、雅浦島、马里亚纳群岛等地區民族一種傳統風俗，即將牙齒染成黑色。每個民族、地區的染黑齒方式有所不同，但一般都與成人禮、婚禮等通過儀禮相關。

## 歷史

### 東亞
東亞地區的染黑齒習俗起源甚早，戰國時期的《山海經》記載有「黑齒之國」，後人考證是指魯地。郭璞引《東夷傳》指黑齒國在裸國東南，而裸國在倭國東面四十餘里，後人推測即日本。《逸周書》、《楚辭》、《戰國策》、《異物志》等都有黑齒、漆齒的記載，這些文獻中所指的黑齒或漆齒位於中土的西方、南方，即當時除北方之外，中土周圍都有黑齒民族。唐代以後的文獻如《雲南志》《南詔德化碑》、《五雜俎》、《粵西文載》中，亦有關於嶺南、西南地區人們染黑齒的描述，明代及之前染黑齒不限於少數民族，一些嶺南漢人亦有染黑齒。至清代中國受滿族統治，漢人正統、華夷之辨的觀念加強，以及「中央／邊區」和「貴族／平民」等對比意識的尖銳化，才被士人視為「蠻俗」而加以貶抑。
在日本，這種習俗被稱為「お歯黒」。《山海經》中曾經提到過東海之上的黑齒國，而在古墳時代墓葬中發現的人骨和埴輪都有染黑牙齒的跡象。《古事記》也有記載武尊天皇和應神天皇時期的美女是染黑齒的。最初是以果實染齒。平安時代起，鑑真和尚從中國引進製鐵技術至日本出雲國一帶，使當地發展出一種稱為「香登黑齒方」的染黑齒技術，自此染黑齒也被稱為。在《源氏物語》、《堤中納言物語》中都有對日本貴族染黑齒的描述。
在越南，染黑齒的習俗亦很常見，當地民歌笑白齒「如呆齒」、「像犬齒」。朝鮮王朝文獻《北轅錄》記載朝鮮使節看到越南官員染黑齒。朝鮮另一文獻《趙完璧傳》亦有描述越南長者漆齒。

### 其他地區
印度的染黑齒習俗見於佛經或遊記中，如《妙法蓮華經》中提到有一羅剎女名「黑齒」，《大唐西域記》亦記載印度人把牙齒染紅或染黑。

## 染色原料及方式
較常見的是以植物染色，亦有用其他材料。方式有直接塗上或經咀嚼染色。
唐代雲南女性把茜草和石榴根皮等中草藥晾乾、粉碎，然後以水共煮，冷後用其汁液在睡前塗敷於牙齒上，一年塗數次，就能染黑牙齒。明清時南方人多將檳榔與石灰同食來染黑齒來。越南、緬甸、泰國、馬來西亞、印尼、巴布亞、蘇門達臘、爪哇、雅浦和馬里亞納等地，也採用嚼檳榔來染齒。
日本早期染黑齒是在進行口釀造酒法時，女性將杏、桃、山葡萄等水果咀嚼後裝入壺內，利用唾液促使發酵，女性的齒亦被染黑而在繩文和彌生時代則有部份地區孕婦因常吃，部分地區則因為孕婦帶有酸味的山葡萄，久而齒黑。至平安時代開始改用鐵漿染齒，是將鐵片或鐵釘浸泡於五倍子溶液中，或是混合兩種液體再放入酒、麴或茶葉等，密封兩、三個月後形成茶褐色的黏液，稱為「鐵漿水」，並將之反復塗在齒面染齒。
台灣台南一帶的平埔族是用澀草或芭蕉花染黑齒，鳳山東南一帶的南路傀儡番各社則以野草為黑齒原料，花東的阿美族人會利用除去樹皮的tatai木燒烤後流出的黑色液體或以黃楊木、七里香、桑樹或檳榔等草莖之液染黑齒。台東卑南族男子以含有單寧的穀斗科植物以火加熱後取得的黑色汁液染齒，平日則用一種被稱為baduduan的紫苿科草莖汁液打擦齒面增加黑色光澤。
婆羅洲人及印度西海岸和尼可巴群島居民之以桑果汁液染齒。印度南方薩利姆女性用當地產的黑土混合胡桃根部汁液把牙齒染黑，菲律賓呂宋島人是以燃燒後的油煙混合砂糖薯的汁液來染齒，帛琉人以各色植物的汁液混合取自貝殼的石灰染黑齒。

## 各民族情況

### 漢族
南方漢族人喜嚼檳榔避瘴氣，久而久之牙齒變黑。

### 大和族
早期染黑齒者為已婚婦女，平安時代起，日本貴族在元服或裳着成人禮前會把牙齒染成黑色，這種習俗在貴族、平家武士、大量寺院中存在，而在其他人群中則沒有。此外，皇族成員或高級貴族的少男少女還會進行引眉（把眉毛剃去，並用墨在眉毛處描上細長弓形的眉毛狀）。室町時代起，日本貴族13-14歲即開始染齒，並產生「十三鐵漿（じゅうさんかねつけ）」之說。至戰國時代，由於戰亂，男性的染齒風俗漸行衰退，武家女性則為了提早出嫁，在8、9歲即開始染齒。江戶時代染齒普及至庶民階層，元祿時期更達巔峰，每年十一月十五成為「御染黑齒日」，足13歲的少女都會在這天染黑齒，還有制式化的祝文「染黑齒祝文」（齒黒染を祝ふ文）。遊女、藝妓也染黑齒。而民間在婚禮、葬禮等特定儀式上也會進行染黑齒。這種習俗延續到了幕末，直到1870年2月5日明治政府下令禁止後，才在大正年間逐漸消失。

### 西拉族
男人將牙齒染成紅色，女人則染成黑色。

## 延伸阅读
[在维基数据编辑]
 《欽定古今圖書集成·方輿彙編·邊裔典·黑齒部》，出自陈梦雷《古今圖書集成》